# Mi auto era una rana
«Mi auto era una rana» es una canción compuesta y escrita por el cantautor peruano Pedro Suárez-Vértiz, perteneciente al segundo álbum de estudio, Póntelo en la lengua, publicado en 1996.

## Información
La canción fue escrita en inspiración de una anécdota por parte vivida con Carlos Cuba, un expolicía en actividad y taxista, donde ese hombre era el llamado "verde señor".

«"Excelente Pedro, tuve la oportunidad de platicar contigo ─una persona muy humilde─ te hice un pequeño comentario porque era policía en actividad y a la vez trabajaba como taxista. Me comentaste que en tu próxima canción me incluirías, luego salió tu hit "Mi auto era una rana". Bendiciones y no te olvidaste del comentario en tu canción".»
Carlos Cuba (Verde Señor)

## Estilo musical
La canción de rock «Mi auto era una rana» es musicalmente una mezcla de new wave, blues rock y eurodance.

## Créditos
- Pedro Suárez-Vértiz: Voz, piano, sintetizador, armónica, flauta y guitarra.
- Arturo Pomar Jr.: Batería y coro.
- Carlos Beraún: Coros.
- Pepe Criado: Coros.
- Hugo Bravo: Percusión.

## Apariciones en medios
- La canción fue incluida como parte de la banda sonora de la película peruana “No se lo digas a nadie”, estrenado en 1998.